# Impromptus (Chopin)

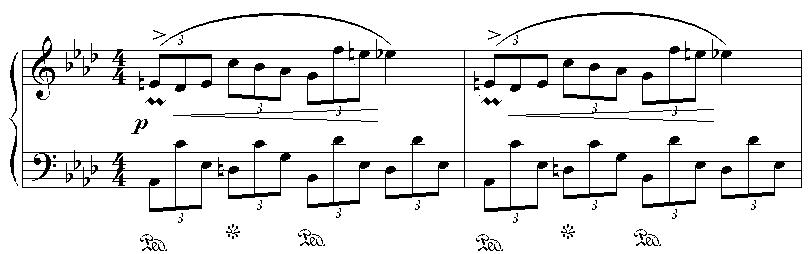
Inici de l'Impromptu núm. 1.

Frédéric Chopin va compondre tres Impromptus per a piano, tots ells obres que consoliden aquest tipus de composició. Igual que els scherzos, destaquen per la seva dificultat tècnica. Cal afegir que Chopin també va compondre la Fantasia-Impromptu, una de les seves obres més conegudes.

## Els impromptus
- Impromptu núm. 1. El primer impromptu, en la bemoll major, és l'op. 29. És un Allegro assai quasi presto, que data de 1837. Va ser publicat aquest mateix any a París, amb una dedicatòria a la comtessa de Lobau.
- Impromptu núm. 2. El segon impromptu, en fa sostingut major, és l'op. 36. Fou compost l'any 1839 i va ser publicat l'any següent (1840) a Leipzig i, simultàniament, a París i Londres.
- Impromptu núm. 3. Aquest tercer i últim impromptu, està en sol bemoll major i és l'op. 51. Té la indicació de Vivace. Data de 1842 i es va publicar a Leipzig i simultàniament a París i Londres, amb una dedicatòria a la comtessa Esterházy.